# Ichneumon micropnygus
Ichneumon micropnygus là một loài tò vò trong họ Ichneumonidae.